# Alphonse Rousset
Pour les articles homonymes, voir Rousset.
Alphonse Rousset, né le 27 décembre 1812 à Bletterans (Jura) et mort le 21 octobre 1870 à Paris, est un historien régionaliste français.

## Biographie
Il a été le notaire de Bletterans de 1838 à 1850.
Il est surtout connu pour son volumineux Dictionnaire géographique, historique et statistique des communes de la Franche-Comté et des hameaux qui en dépendent en six volumes édités et réédités à partir de 1852.

## Œuvres
- Alphonse Rousset et Frédéric Moreau (architecte), Dictionnaire géographique, historique et statistique des communes de la Franche-Comté et des hameaux qui en dépendent, classés par département, Bintot, 1855, lire en ligne, réédité  (ISBN 2-87760-981-2)
- Alphonse Rousset et Alexandre Pinet, Géographie du Jura, Paul Dupont, 1863, [lire en ligne]